# Aintree Motor Racing Circuit
Aintree Motor Racing Circuit är en racerbana 9 km nordost om Liverpool i England. Storbritanniens Grand Prix kördes här fem gånger. Numera används bara en liten del av banan till racing.